# نظریه فشار (جامعه‌شناسی)
نظریه فشار (جامعه‌شناسی) (به انگلیسی: Strain theory (sociology)) در جامعه‌شناسی و جرم‌شناسی، بیان می‌کند ساختار اجتماعی در جامعه ممکن است شهروندان را برای ارتکاب جرم تحت فشار قرار دهد. به دنبال کار امیل دورکیم، نظریه‌های فشار توسط رابرت کی. مرتن (۱۹۳۸)، آلبرت کی. کوهن (۱۹۵۵)، ریچارد کلوارد، لوید اوهلین (۱۹۶۰)، نیل اسملسر (۱۹۶۳)، رابرت اگنیو (۱۹۹۲)، استیون مسنر، ریچارد روزنفلد (۱۹۹۴) و جی چانگ (۲۰۱۲) پیگیری و ارائه شد.

## نظریه فشار
نظریه فشار یک نظریه جامعه‌شناختی و جرم‌شناسی است که در سال ۱۹۳۸ توسط رابرت کی. مرتن توسعه یافت. این نظریه بیان می‌کند جامعه افراد را برای دستیابی به اهداف دارای پذیرش اجتماعی (مانند رؤیای آمریکایی) تحت فشار قرار می‌دهد، حتی اگر ابزار لازم برای انجام این کار را نداشته باشند. این فشار ممکن است افراد را برای کسب امنیت مالی به ارتکاب انحرافاتی مانند فروش مواد مخدر یا گرایش به فحشا سوق دهد.
فشار می‌تواند دو شکل باشد:
1. ساختاری: به فرآیندهایی در سطح اجتماعی اشاره دارد که فیلتر شده و بر نحوه درک فرد از نیازهای خود تأثیر می‌گذارد. به عنوان مثال، اگر ساختارهای اجتماعی خاص ذاتاً کافی نباشند یا مقررات کافی وجود نداشته باشد، این ممکن است ادراک فرد را در مورد ابزارها و فرصت‌ها تغییر دهد؛ یا
2. فردی: به اصطکاک‌ها و دردهایی اشاره دارد که یک فرد در جستجوی راه‌هایی برای ارضای نیازهای خود است. یعنی اگر اهداف یک جامعه برای یک فرد مهم شود، در واقع دستیابی به آنها ممکن است مهمتر از ابزارهای اتخاذ شده باشد.

### نظریه مرتن
رابرت کی. مرتن جامعه‌شناس آمریکایی استدلال می‌کرد جامعه می‌تواند تا حد زیادی انحراف را تشویق کند. مرتن باورمند بود اهداف پذیرفته شده از نظر اجتماعی بر افراد فشار می‌آورد تا با آن مطابقت کنند. نظریه او عمدتاً به دلیل شرایط اجتماعی و اقتصادیی توسعه یافت که در اوایل دهه ۱۹۰۰ در ایالات متحده رخ داد. نظریه فشار رابرت کی. مرتن از یک پرسش اساسی سرچشمه می‌گیرد: چرا نرخ انحراف در جوامع مختلف تا این حد متفاوت بوده است؟ او فکر می‌کرد در جایی که بین آنچه موفقیت را تعریف می‌کند و ابزار مناسب برای دستیابی به اهداف مذکور تفاوت وجود دارد، ممکن است انحراف وجود داشته باشد. وی دریافت ایالات متحده به دلیل ارزش اجتماعی بالای دستیابی به موفقیت، در درجه اول پولی، نمونه بارز سطوح بالای انحراف است ولی ابزارهای کسب چنین موفقیتی تناقضاتی دارند. کارمندانی که تحصیلات دانشگاهی دارند مورد احترام هستند ولی بارون‌های دزدی که برای پول خود دزدی می‌کردند نیز مورد تحسین قرار می‌گرفتند، که نشان می‌دهد موفقیت مهم‌تر از ابزار واقعی برای رسیدن به موفقیت است.
علاوه بر این، او دید گروه‌های اقلیت برای کسب آموزش خوب با مشکل بیشتری مواجه می‌شوند و برای دستیابی به یک زندگی محترمانه، کار سخت‌تری داشتند. با این حال، همان استاندارد بالای موفقیت برای همه اعمال می‌شود، صرف‌نظر از اینکه ابزاری برای برآورده کردن چنین استانداردهایی داشته باشند یا خیر. این تضادها باعث شد او نظریه فشار را به دلیل احترام زیاد جامعه نسبت به دستیابی به موفقیت توسعه دهد. افراد مجبورند در درون نظام کار کنند یا به عضویت خرده فرهنگ‌های انحرافی درآیند تا به اهداف تعیین شده اجتماعی برسند. باور مرتن به نظریه‌ای تبدیل شد که به نظریه فشار مشهور شده‌است. مرتن اضافه کرد وقتی افراد با شکافی بین اهداف خود (معمولاً پولی) با وضعیت فعلی خود مواجه می‌شوند، فشار ایجاد می‌شود. هنگامی که افراد با فشار مواجه می‌شوند، مرتن پنج روش مختلف پاسخگویی آنها را بیان کرد:
1. همنوایی: پیگیری اهداف فرهنگی از طریق ابزارهای مورد تایید اجتماعی. رایج‌ترین. (فقیر امیدوار)
2. نوآوری: پذیرش اهداف جامعه ولی با طراحی ابزارهای خود برای دستیابی به آنها. اغلب از وسایل غیرمعمول یا غیرمعمول اجتماعی برای دستیابی به اهداف مورد تایید فرهنگی استفاده می‌کنند. مثال: خرید و فروش مواد مخدر یا دزدی برای دستیابی به امنیت مالی. (فقیر زنده ماندن)
3. مناسک‌گرایی: استفاده از همان ابزارهای مورد تایید اجتماعی برای دستیابی به اهداف کمتر دست نیافتنی (متواضع‌تر و فروتنانه‌تر). (فقیر منفعل)
4. عزلت‌نشینی: هم اهداف فرهنگی و هم ابزار دستیابی به آن را نپذیرفته، سپس راهی برای فرار از آن یافت. (فقیر عقب‌نشینی)
5. انقلاب: رد کردن اهداف فرهنگی و ابزارهای تعیین شده برای رسیدن به آنها، سپس در جهت جایگزینی هر دوی آنها تلاش کردن. (مقاومت در برابر فقرا)

جامعه‌شناس و جرم‌شناس بریتانیایی جوک یانگ از نظریه مرتن در کتاب جامعه انحصاری: طرد اجتماعی، جرم و تفاوت در مدرنیته متاخر در سال ۱۹۹۹ استفاده کرد. او با تحلیل جرم از منظر فرهنگی و ساختاری، از نظر ساختاری استدلال کرد که برچیده شدن دولت رفاه در ارتباط با افزایش اختلاف بین ثروتمندان و فقیرها به حذف بیشتر گروه‌های محروم کمک کرده است. از آنجایی که سرمایه‌داری مصرفی معاصر بیش از هر زمان دیگری بر مصرف آشکار و موفقیت مادی تأکید می‌کند، این احساس محرومیت را تشدید می‌کند.

## نظریه‌های مشتق شده

### نظریه فشار عمومی
نظریه فشار عمومی (GST) یک نظریه جامعه‌شناسی و جرم شناسی است که در سال 1992 توسط رابرت اگنیو توسعه یافت. اگنیو باورمند بود نظریه مرتن ماهیت بسیار مبهم دارد و فعالیت مجرمانه ای را در نظر نمی گیرد  که مستلزم منفعت مالی نیست. ایده اصلی نظریه فشار عمومی این است که افرادی که فشار یا استرس را تجربه می کنند، مضطرب یا ناراحت می شوند که ممکن است آنها را به ارتکاب جرم و جنایت برای مقابله سوق دهد. یکی از اصول کلیدی این نظریه، هیجان به عنوان محرک جرم است. این نظریه برای مفهوم سازی طیف گسترده ای از منابع در جامعه ایجاد شد که احتمالاً فشار از آنجا ناشی می شود، که نظریه کرنش مرتون چنین نمی کند. این نظریه همچنین به جای تمرکز بر پول (همانطور که نظریه مرتون انجام می دهد) بر چشم انداز اهداف برای وضعیت، انتظارات و طبقه تمرکز دارد. نمونه هایی از نظریه فشار عمومی افرادی هستند که از مواد مخدر غیرقانونی استفاده می کنند تا احساس بهتری داشته باشند یا دانش آموزی به همسالان خود حمله می کند تا به آزار و اذیتی که آنها ایجاد کرده‌اند پایان دهد.
نظریه فشار عمومی سه منبع اصلی کرنش را معرفی می کند:
1. از دست دادن محرک های مثبت (مرگ خانواده یا دوست)
2. ارائه محرک های منفی (حمله فیزیکی و کلامی)
3. ناتوانی در رسیدن به هدف دلخواه.

### نظریه آنومی نهادی
نظریه آنومی نهادی (IAT) یک نظریه جرم شناسی است که در سال 1994 توسط استیون مسنر و ریچارد روزنفلد توسعه یافت. این نظریه استدلال می کند یک ترتیب نهادی با بازار، که در آن بازار / اقتصاد اجازه فعالیت / تسلط بدون محدودیت سایر شهودهای اجتماعی مانند خانواده را دارد، احتمالاً باعث رفتار مجرمانه خواهد شد. نظریه آنومی نهادی برگرفته از نظریه فشار مرتن، سطوح کلان این نظریه را گسترش می دهد. تمرکز نظریه آنومی نهادی به جای صرفاً ساختار اقتصادی، بر تأثیرات جنایی نهادهای مختلف اجتماعی متمرکز است.

### نظریه فرصت های نامشروع
فرصت های نامشروع یک نظریه جامعه شناسی است که در سال 1960 توسط ریچارد کلوارد و لوید اوهلین توسعه یافت. این نظریه بیان می کند جرایم ناشی از تعداد زیاد فرصت های نامشروع است و نه از فقدان فرصت های مشروع. این نظریه از نظریه فشار مرتن برای کمک به رسیدگی به بزهکاری نوجوانان ایجاد شد.

## انتقاد
نظریه فشار انتقادات متعددی دریافت کرده است، از جمله:
1. نظریه فشار فقط برای طبقه پایین به بهترین وجه کاربرد دارد زیرا آنها با منابع محدود برای دستیابی به اهداف خود مبارزه می کنند.
2. نظریه فشار در تبیین جرایم یقه سفیدان ناکام است چون مرتکبان فرصت های زیادی برای دستیابی به طرق قانونی و مشروع دارد.
3. نظریه فشار در توضیح جرایم مبتنی بر نابرابری جنسیتی ناکام است.
4. مرتن به جای فعالیت گروهی که شامل جرم و جنایت است، با اشکال واکنش افراد سروکار دارد.
5. نظریه مرتن به ساختار اجتماعی که به گفته او باعث ایجاد فشارها می شود، چندان انتقادی ندارد.
6. نظریه فشار از جنبه بین فردی و درون فردی جرم غفلت می کند.
7. نظریه فشار دارای شواهد تجربی ضعیفی است که آن را تأیید می کند.